# Al-Muzzammil

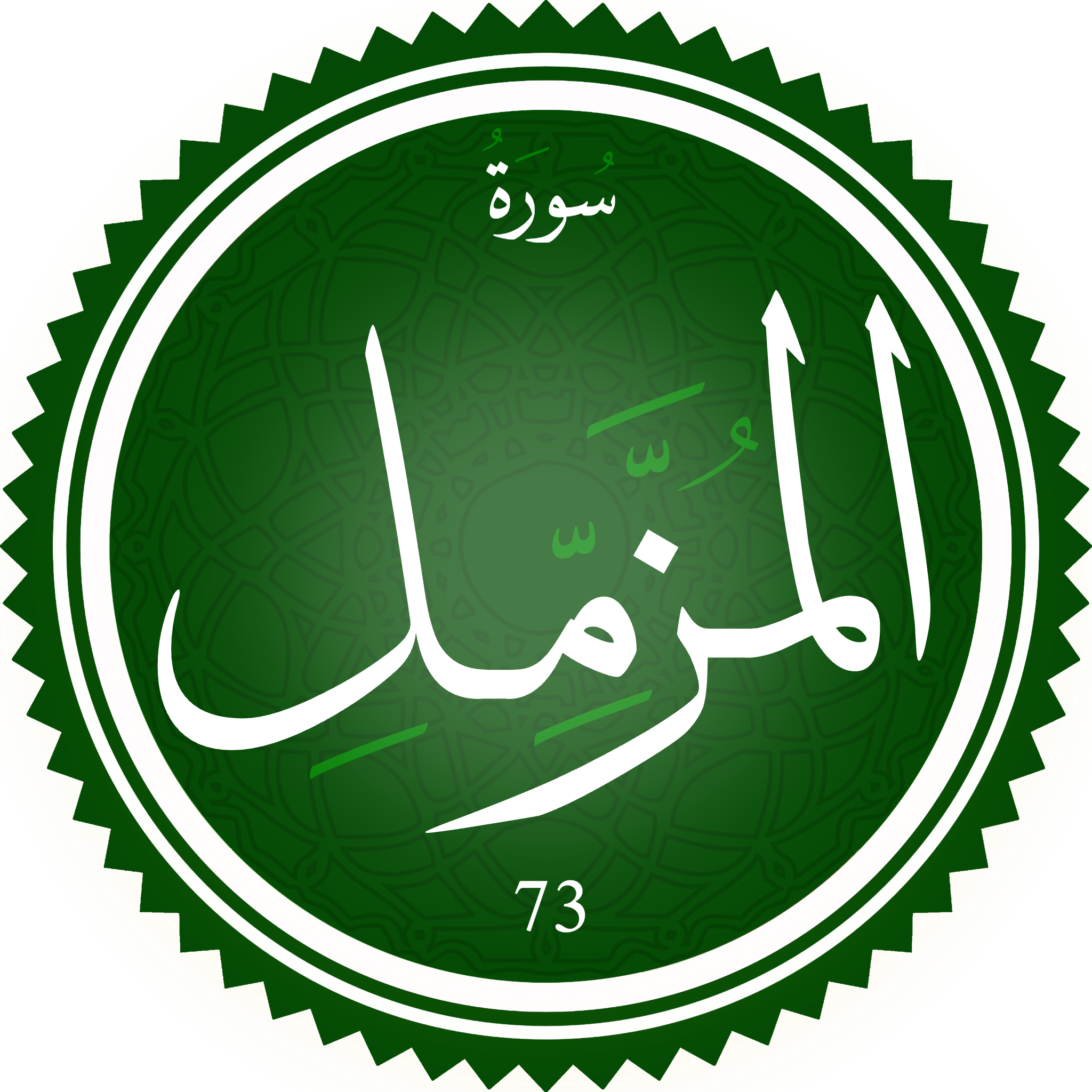
Sura al-Muzzammil.

Al-Muzzammil (arabiska: سورة المزمل) ("Du som täcker över dig") är den sjuttiotredje suran i Koranen med 20 verser (ayah). Den skall ha uppenbarats för profeten Muhammed under dennes period i Mekka. Den inledande versen, efter basmalan, lyder:
 يَا أَيُّهَا الْمُزَّمِّلُ

Du som täcker över dig [med din mantel]!